# 内华达级战列舰
内华达级战列舰是美国建造的一种超無畏艦。
内华达级战列舰采用了当时颇具争议的被称为“All or Nothing Armor Scheme”的装甲防护设计（称为“重点防护”），因为美国海军认为战列舰传统防护体系的中等厚度装甲无法防御无畏型战列舰不断加大口径的主炮穿甲弹。这是美国海军战列舰防护设计上的重大革新。其主要设计特点是，战舰的非重要部位减少或没有装甲防护，而重要部位（主炮塔、轮机舱、指挥塔等要害部位）则得到最大限度的装甲防护。其设计思想被其他各国海军所借鉴。安装10门14英寸口径主炮，双联装和三联装主炮炮塔各两座，采用艏艉对称的布置形式。
同级舰两艘，首舰內華達號（BB-36）1916年3月服役。另一艘是奧克拉荷馬號戰艦（BB-37）。
1930年两舰进行中期改装，加宽舰体增加浮力和改善对鱼水雷的防护能力，彻底改造舰桥和前后主桅。改装三脚主桅并增设桅楼。1941年12月7日日本海军偷袭珍珠港，俄克拉荷马号至少承受了5枚鱼雷和數枚小型炸彈的攻擊，致使该舰倾覆沉没。而内华达号是港中唯一得以开动的战列舰，企图驶出港口，在日军第二波进攻中成为主要目标，为避免在港口出口沉没抢滩搁浅。其后在西海岸进行现代化改装，改建上层建筑，撤去全部旧式副炮，改装高平双用炮。战争中内华达号往来于太平洋和欧洲战区之间，参加了诺曼底战役、硫磺岛战役和冲绳岛战役。战争结束後，内华达号1946年参与比基尼岛原子弹的试验。1948年7月作为靶船被击沉。

## 武裝及防護
- 武备：10门356毫米/45倍径主炮（双联装和三联装炮塔各两座），21座127毫米副炮（第一次改装拆除9座）；16门127毫米高平两用炮（第二次改装，双联装八座），太平洋战争中加装40毫米高射炮40门，20毫米高射炮45门。
- 装甲：侧舷水线（最大）13.5英寸，炮塔（正面）18/16英寸，司令塔16英寸。